# Le Secret de Mayerling
Pour les articles homonymes, voir Mayerling (homonymie).
Pour plus de détails, voir Fiche technique et Distribution.
Le Secret de Mayerling est un film français consacré au drame de Mayerling, réalisé par Jean Delannoy et sorti en 1949.
Le film se déroule en janvier 1889 et met en scène la retraite de l’archiduc Rodolphe de Habsbourg-Lorraine à Mayerling, près de Vienne en Autriche, qui se révèle être en réalité la préparation d’un coup d’État maquillé ensuite comme un suicide donnant naissance drame de Mayerling.

## Synopsis
Le 30 janvier 1889 en Autriche, une levée des corps nocturne de deux amants, Rodolphe et Marie, morts le matin dans le pavillon royal de chasse, a lieu à Mayerling. Tandis que le cercueil avec les armoiries royales contenant la dépouille du prince héritier, l’archiduc Rodolphe, est emporté en convoi pour Vienne, le corps de Marie Vetsera, transporté debout, avec une canne passée sous son manteau empêchant son corps de s’affaisser, pour faire croire qu’elle est encore vivante, est installé dans une calèche. Puis le corps est jeté, en secret, au fond d’une tombe creusée à la hâte. A la Hofburg, le grand palais royal de Vienne, les proches de l’infortuné Rodolphe assistent, des fenêtres du palais, à l’entrée solennelle du cortège funèbre : le père de Rodolphe, l’empereur François-Joseph, désespéré par un tel drame, sa mère très affectée, l’impératrice Élisabeth de Bavière, l’archiduchesse Stéphanie sa jeune veuve, l’archiduc et chef de la police François-Ferdinand, son cousin.
Afin d’éviter un retentissant scandale, l'empereur François-Joseph, allié de l'Allemagne, écartant la version impossible à tenir, celle de la crise cardiaque, décide de faire passer ces décès mystérieux pour des suicides. Les médecins légistes ne peuvent approuver ces faits. Cependant, ils se sentent obligés de signer le procès-verbal que leur impose l’Empereur, avec l’appui du Vatican autorisant les obsèques religieux de Rodolphe, suicidé certes mais sans toutes ses facultés mentales. Les témoins du drame jurent sur la croix de ne rien révéler de ce qu’ils ont vu. Tous les membres de la cour, Stéphanie en tête, malheureuse épouse d’un mari qui la trompa sans réserve, sont d’accord pour rejeter la comtesse Larisch responsable du drame et pour imposer le silence à la mère de Marie Vetsera.
Disgraciée et chassée de la cour par l'impératrice, la comtesse Larisch, ancienne maîtresse de Rodolphe et amie du couple, se remémore alors cette romance qui a fait scandale à la cour austro-hongroise. C'est en sortant de chez elle qu'un jour Rodolphe fit la connaissance d’une jeune femme de 17 ans, très amoureuse de son prince. D’abord considéré comme un caprice passager puis un amour tendre naïf et chaste, une délicieuse idylle, cette relation devient une liaison, une union insupportable pour la famille royale. Convoqué par un conseil extraordinaire des autorités royales et religieuses impériales, Rodolphe qui ne nie pas avoir demandé au Vatican l’annulation de son mariage, refuse totalement de rompre avec Marie.
Mais fait plus grave, Rodolphe était aussi un personnage partagé entre sa passion pour Marie et son engagement politique aux côtés de son cousin et complice, Jean-Salvator, pour faire triompher les idées libérales en Autriche et pour soutenir les idées indépendantistes en Hongrie. La police impériale dirigée par l’archiduc François-Ferdinand décide de le placer sous haute surveillance pour préparer une réaction.
Se sentant menacé, Rodolphe confie à la comtesse Larisch une porte document contenant les noms et adresses des militants de la cause révolutionnaire, document à ne remettre en mains propres qu’à un partisan autorisé. Rodolphe part se réfugier à Mayerling avec Marie, pour organiser le coup d’État de Budapest favorable à la cause du nationalisme hongrois. Mais la police, très organisée, réussit à reprendre le porte document compromettant et par ce biais fait échouer le coup d’État. Cependant, le gouvernement allié de l'Allemagne demande réparation et envoie François-Ferdinand auprès de son cousin Rodolphe pour qu’il signe sa déclaration de renoncement à ses droits à la couronne. Attaqué dans son orgueil, Rodolphe refuse de se plier et laisse repartir son cousin bredouille. 
Resté seul, le couple évoque des intentions suicidaires mais Rodolphe se rétracte et décide de partir dès le lendemain en direction de la frontière. Trop tard, car les services secrets allemands avaient décidé de faire assassiner le couple en maquillant cette exécution en suicide, la thèse officielle au drame passionnel de Mayerling. Ce matin-là du 30 janvier 1899, un mystérieux émissaire réussit à pénétrer dans la chambre du couple. Les serviteurs, occupés à préparer le départ pour le voyage prévu, entendent deux coups de feu. Ils tentent d’enfoncer la lourde porte de la chambre, derrière laquelle se trouvent deux corps gisants sur le lit, baignant dans une mare de sang.

## Fiche technique
- Titre original : Le Secret de Mayerling
- Réalisation : Jean Delannoy
- Assistant réalisation : Pierre Zimmer
- Scénario : Jacques Rémy
- Adaptation : Jean Delannoy
- Dialogues : Philippe Hériat
- Décors : Raymond Druart
- Costumes : Marcel Escoffier,
- Photographie : Robert Lefebvre
- Son : René Longuet
- Montage : James Cuenet
- Musique : Louis Beydts
- Régie : Roger Rogelys
- Production : Claude Dolbert
- Directeur de production : Jean Velter
- Sociétés de production : Codo-Cinéma (France), Les Productions Claude Dolbert (France)
- Sociétés de distribution : Les Films Marceau (France), Cocinor (France)
- Pays de production :  France
- Langue originale : français
- Format : 35 mm — noir et blanc — 1.37:1 — son monophonique
- Genre : drame, film historique
- Durée : 117 minutes[n 2]
- Dates de sortie : 
  - France : 7 mai 1949 (cinémas Marivaux et Marignan à Paris)
  - États-Unis : 7 mai 1951
- (fr) Classification CNC : tous publics (visa d'exploitation no 8442 délivré le 4 mai 1949)

## Distribution
| - Jean Marais : l'archiduc Rodolphe - Dominique Blanchar : Marie Vetsera - Jean Debucourt : l'empereur François-Joseph - Silvia Monfort : l'archiduchesse Stéphanie - Jane Marken : la baronne Vetsera - Marguerite Jamois : l'impératrice Élisabeth - Claude Farell : la comtesse Larisch - Jacques Dacqmine : l'archiduc François-Ferdinand - Michel Vitold : l'archiduc Jean-Salvator - Denise Benoit : Anna Vetsera - Madeleine Foujane : l'ambassadrice d'Allemagne - Wanny : une mondaine - Renée Thorel : une dame d'honneur - Raphaël Patorni : le comte Hoyos - François Richard : le prince de Saxe-Cobourg - Charles Lemontier : Loschek - André Carnège : le docteur - Jean Toulout : le comte Taafe - Léonce : un chirurgien - Pierre Juvenet : un chirurgien - Jean Ayme : le nonce - Roger Vincent : un sculpteur | - Andrews Engelmann : le tueur - Léo Massart : l'archiduc Albert - Gabriel Sardet : l'archiduc Charles-Louis - Marie-Laurence - Mag Avril - Renée Cosima - Simone Barillier - Michèle Brabo - Toni Grand - Jean Ozenne - Lucien Guervil - Victor Tabournot - Eugène Frouhins - Guy-Henry - Étienne Aubray - Georges Lycan - Claude Ruida - René Worms - Daniel Mendaille - Léon Larive - Claude Bertrand - Célia Clairnet |

## Choix du scénario

### Selon Gilles Durieux
Dans sa biographie sur Jean Marais, Gilles Durieux écrit : 

### Selon Jean Delannoy
« Du point de vue artistique, peu de chose à dire du Secret de Mayerling, sinon qu’il marque l’intérêt que je prends à respecter la vérité historique quand elle dépasse la fiction, une vérité trop souvent transgressée au profit d’historiettes sentimentales éculées. Tous les films sur le drame de Mayerling racontent une idylle romantique sans aucun rapport avec la réalité. Pourtant, cette réalité reste brûlante, elle nous touche de près. Elle n’a que soixante ans [en 1949]. Avec mon ami Philippe Hériat, nous avons eu accès à des documents qui nous ont permis d’établir, de façon irréfutable, la responsabilité de l’Allemagne dans la mort du prince héritier d’Autriche et de Marie Vetsera. […] Le suicide des amants est une invention pure et simple, pour raison diplomatique. En réalité, le couple a été victime d’un assassinat politique organisé par un émissaire de Bismarck, et d’un manichéen drame sentimental. Tous les détails de ce double assassinat m’ont été donnés sur place à la Hofburg de Vienne et au Luxembourg, par des personnages officiels dont j’ai promis de taire les noms. J’ai respecté mon serment mais j’ai fait un film dont tous les détails sont authentiques. Ils sont bouleversants et j’ai décidé de n’en omettre aucun. Je me suis rendu sur place. J’ai vu la petite tombe, creusée à la hâte à Haligenkreuz pour y recevoir le corps de la malheureuse Marie Vetsera, tandis que celui de Rodolphe était transporté, solennellement à la Hofburg, sur ordre de son père, l’empereur d’Autriche, François-Joseph. Il y a une certaine satisfaction à rétablir une vérité historique, surtout quand elle est à ce point bafouée. Je l’ai fait et j’ai pris l’engagement chaque fois que j’en aurai l’occasion d’agir de la même façon (Marie-Antoinette, Jeanne d’Arc, Le coup d’État du 2 décembre, Vénus impériale, Frère Martin). La réalité est toujours plus extraordinaire que les inventions les plus échevelées des scénaristes. Qui aurait été capable d’imaginer cette scène que j’ai reproduite où l’on voit, ce matin du 30 janvier 1889, deux personnages transporter le corps de Marie Vetsera, debout, alors qu’elle est morte et qu’une canne passée sous son manteau empêche son corps de s’affaisser. Toute cette mise en scène pour faire croire qu’elle est encore vivante […] 
Jusqu’à ce jour, aucun cinéaste n’avait encore dévoilé le rôle politique joué par Rodolphe dans la lutte du peuple hongrois pour son indépendance, prenant ainsi parti contre la volonté de son père, l’empereur François-Joseph, allié de l’Allemagne. Celui qui était appelé à devenir empereur d’Autriche était ami de Clemenceau et un allié de la France. Il écrivait, sous un pseudonyme, des articles défendant les Droits de l'homme et prophétisait une Europe unie. De telles préoccupations l’entrainaient loin des intrigues d’alcôves, même s’il est vrai que la fraîcheur de Marie Vetsera ait pu l’émouvoir au milieu des « comtesses hygiéniques » choisies par sa mère, l'impératrice Élisabeth d'Autriche. Les services secrets allemands ont profité de cette escapade au rendez-vous de chasse de Mayerling pour faire disparaître l’héritier du trône, si dangereux pour l’hégémonie allemande rêvée par Guillaume II. Par la même occasion, on se débarrassait du témoin gênant qui l’accompagnait en toute innocence : Marie Vetsera. Toutes les précautions prises, la nuit du drame, par François-Joseph pour cacher la vérité, sont une preuve supplémentaire du meurtre, travesti en suicide, y compris la démarche de l’empereur auprès du Saint-Père cette même nuit. Cette thèse de l’assassinat du prince héritier a été confirmée par Zita de Bourbon-Parme, la dernière impératrice d’Autriche, à son retour d’exil en 1982, au cours d’une interview accordée à Jean des Cars, jeune historien, envoyé spécial du Figaro Magazine. Rodolphe mort, c’est son cousin, l’archiduc François-Ferdinand, qui devait lui succéder à la tête de l’empire. Il fut assassiné, le 28 juin 1914, à Sarajevo, et son assassinat déclencha, comme on le sait, la Première Guerre mondiale, préparée de longue date par Guillaume II. »

## Production

### Casting
- « Silvia Monfort devient pour Jean Delannoy l'archiduchesse Stéphanie, épouse infortunée de Rodolphe de Habsbourg. Beauté absolue des premières images : dans la nuit, on emporte les corps des amants foudroyés, Marie Vetsera et Rodolphe, qu'interprète Jean Marais. La dépouille du jeune homme est ramenée à la Hofburg et celle de Marie jetée à la fosse commune. Les dialogues sont signés Philippe Hériat et Marguerite Jamois débute à l'écran dans le rôle de l'impératrice. Dominique Blanchar joue le rôle de Marie Vetsera. Elle deviendra une grande comédienne de théâtre. » - Françoise Piazza[3]
- « L’interprétation principale ne m’a posé aucun problème : Jean Marais était un Rodolphe idéal et Dominique Blanchar avait l’innocence et la jeunesse de Marie Vetsera. Quant à Jean Debucourt, le visage orné des favoris impériaux, il était un François-Joseph tout à fait ressemblant. Pour Elisabeth, impératrice d’Autriche, et mère de Rodolphe, c’était beaucoup plus délicat. Elisabeth, à 52 ans, était encore très belle. Trouver une comédienne de talent, qui ait le charme et la séduction de Sissi se révélait impossible. J’ai dû jouer sur la classe du personnage pour m’en sortir. À défaut d’être jolie, Marguerite Jamois avait l’allure, la dignité et l’intelligence du rôle. Mais cette demi-mesure continue à me gêner. Heureusement que le public, à quelques exceptions près, est assez ignorant, surtout que le rôle de l’impératrice est épisodique. Codo-film, la société productrice est dirigée par un personnage assez pittoresque et d’une surprenante vulgarité : Claude Dolbert, producteur habituel de films de seconde catégorie mais commerciaux, qui s’était soudain sublimé en s’attaquant à un sujet aussi ambitieux que Le Secret de Mayerling. Pour me proposer la réalisation du film, il m’avait abordé en ces termes : « Tu comprends, tu es ma tranche de luxe… » - Jean Delannoy[2]

### Tournage
- Période de prises de vue : le tournage a eu lieu, avec de faibles moyens[4], du 29 septembre 1948 au 1er avril 1949[5].
- Extérieurs : vallée de Munster, dans le vallon entre Kastelberg et Schnepfenried (Haut-Rhin) La scène où Rodolphe et Marie s'arrêtent dans une auberge pour se restaurer a été tournée dans la maison forestière du Grand-Trait (Langenwasen), un hameau de la commune de Lapoutroie (Haut-Rhin)[6].
- Intérieurs : Studios d'Épinay (Épinay-sur-Seine, Seine-Saint-Denis).

## Accueil
La critique est favorable et le film connaît un beau succès avec 2 430 628 spectateurs (cf. box-office France 1949).

## Vidéographie
- Le Secret de Mayerling de Jean  Delannoy, René Chateau Vidéo, 1 DVD Région 2 [présentation en ligne] : L'éditeur mentionne « Version intégrale » (durée 110 min)
- Dans le film commercialisé en 1994 en VHS par le même éditeur, la fin a été coupée et il manque sept minutes par rapport à l'original, sans que l'auteur, Jean Delannoy en ait été informé[7]. Le parti pris de l'assassinat en est gommé.